# Hem-Lenglet
Hem-Lenglet is een gemeente in het Franse Noorderdepartement (regio Hauts-de-France) en telt 505 inwoners (2004). De plaats maakt deel uit van het arrondissement Cambrai.

## Geografie
De oppervlakte van Hem-Lenglet bedraagt 4,9 km², de bevolkingsdichtheid is 103,1 inwoners per km².
De onderstaande kaart toont de ligging van Hem-Lenglet met de belangrijkste infrastructuur en aangrenzende gemeenten.

## Demografie
Onderstaande figuur toont het verloop van het inwonertal (bron: INSEE-tellingen).